# Piper PA-28
Piper PA-28 er en familie af en-motores stempelmotorfly med plads til op til fire personer fremstillet af den amerikanske flyproducent Piper Aircraft. De første modeller, PA-28-150 og -160 med tilnavnet Cherokee, fik typecertifikatet i 1960 i USA og produktionen begyndte det følgende år.
Den er yderst populær verden over som privatfly og skolefly, ikke mindst på grund af sine stabile flyveegenskaber og lette håndtering. PA-28 har altid stået som den største konkurrent til Cessnas 172'er.
Til trods for dens introduktion for snart 50 år siden, laves flyet stadig fabriksnyt i flere varianter.

## Historie og udvikling
PA-28 var afløser for Piper PA-22 Tripacer og Colt, som var af gammeldags konstruktion med bl.a. stofklædte vinger. Samtidig var den mindre og lettere end Pipers andet metal-fly, Piper PA-24 Commanche, som også var mere avanceret med optrækkeligt understel og indstillelig propel. De tre designere, Fred Weick, John Thorp og Karl Bergey havde bygget flyet som billigere alternativ til PA-24, og som modstykke til Cessna 172, som havde fløjet første gang nogle år tidligere og nød stor succes. Prototypen, en 160-hk udgave, fløj første gang den 14. januar, 1960. Efter godkendelse af de amerikanske luftfartsmyndigheder (FAA) begyndtes levering af de første modeller til kunderne i 1961.

## Modeller

### PA-28 Cherokee
De første to modeller på markedet var PA-28-150 og PA-28-160 med tilnavnet Cherokee. Efternavnet angiver om der er tale om en 150- eller 160-hestes motor. Allerede i 1962 kom en større motor med i programmet med PA-28-180 (eller Cherokee 180), som gav en anelse bedre performance, især når alle fire sæder var fyldt. Cherokee 180 blev i 1973 til Cherokee Challenger, hvilket kun holdt et år, og herefter ændret til Archer.
I 1967 blev Cherokee 150 og 160 taget ud af produktionen, men en ændring af vingeprofilen, lidt længere krop og et par andre modifikationer gjorde, at Cherokee blev genintroduceret i 1974, nu som PA-28-151, hvor det nye 1-tal betegnede ændringerne over den originale model. Navnet blev også ændret til nu at være Cherokee Warrior. Denne model holdt i fire år, hvorefter produktionen skiftede til 160-hestes motoren, nu kaldet PA-28-161 Cherokee Warrior II.
PA-28-140 – Cherokee 140 – blev skabt i 1964 primært som et to-sæders træningsfly, og og havde derfor en lidt kortere krop end de første modeller. Lidt misvisende har -140-modellen faktisk en 150-hestes motor. I 1971 lavede Piper en ny -140 variant, kaldet PA-28-140 Cruiser 2+2, som nu havde fået de to bagsæder igen. Navnet blev senere til PA-28-140 Cruiser, og flyet var i produktion frem til 1977.

### PA-28-235 Cherokee 235, Charger, Pathfinder og -236 Dakota
PA-28-235 – Cherokee 235 – kom på markedet i 1963 og havde, som navnet antyder, en 235-hk motor. Dette var en Lycoming O-540 motor, og det ekstra kraftoverskud, samt en forbedret vinge og større brændstofkapacitet, gjorde at PA-28 nu kunne konkurrere med f.eks. Cessna 182. I forbindelse med de øvrige flys identitetskriser i 1973 og 1974, skiftede Cherokee 235 også navn til først Charger, og kort efter til Pathfinder.
Piper stoppede produktionen af Pathfinder i 1977 og byggede i stedet en anden 235-hestes model, baseret på den nye vinge og krop, som Arrow-modellen havde introduceret (se herunder). Den blev kaldt PA-28-236 Dakota. I en kort periode fandtes også en turboladet udgave PA-28-201T Turbo Dakota, men salget var skuffende, og den blev snart taget ud igen.

### PA-28R Arrow
PA-28R-180 Cherokee Arrow er en mere avanceret udgave med optrækkeligt understel (R for retractable) og indstillelig propel. Den kom til verden i 1967, og mindede i konfiguration nu meget om PA-24 Commanche, som da også udgik af produktion senere i 1972. Cockpittet blev opgraderet året efter, og fik en mere moderne kvadrant til gashåndtag, i stedet for de gamle træk-og-skub håndtag. Desuden blev et tredje vindue installeret i hver side af flyet, så man fik bedre udsyn skråt bagud og en mere lys kabine. I 1969 blev motoren opgraderet til 200 heste og navnet skiftede til PA-28R-200

## New Piper Aircraft
Piper Aircraft gik konkurs i 1991, og efter nogle års stilstand, genopstod firmaet som New Piper Aircraft – senere i 2006 ændredes navnet igen til blot at være Piper Aircraft. I dag produceres følgende modeller af PA-28-serien:
- PA-28-161 Warrior III med 160 hestekræfter.
- PA-28-181 Archer III med 180 hestekræfter
- PA-28R-201 Arrow med 200 hestekræfter, optrækkeligt understel og instillelig propel.

## Eksterne links
- Wikimedia Commons har flere filer relateret til Piper PA-28